# Unione per la Nazione Congolese
L'Unione per la Nazione Congolese (in francese: Union pour la nation congolaise - UNC) è un partito politico congolese di orientamento liberal-democratico fondato nel 2010 su iniziativa dell'economista Vital Kamerhe, già esponente del Partito del Popolo per la Ricostruzione e la Democrazia e Presidente dell'Assemblea nazionale dal 2006 al 2009.
Kamerhe si è candidato alle elezioni presidenziali del 2011 ottenendo il 7,7% dei voti, al terzo posto dopo Joseph Kabila, eletto Presidente, e Étienne Tshisekedi. Alle contestuali elezioni parlamentari, il partito ha ottenuto 16 seggi.